# آداموو، شهرستان مواوا
اداموا، بخش ملاوا (به لاتین: Adamowo, Mława County) در لهستان است که در Gmina Strzegowo واقع شده‌است.